# Serre Chevalier

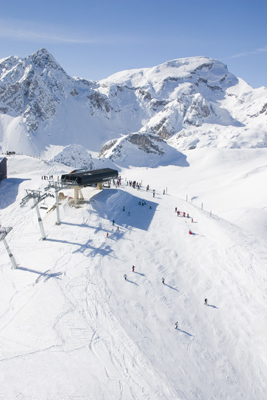
Serre Chevalier Chairlift

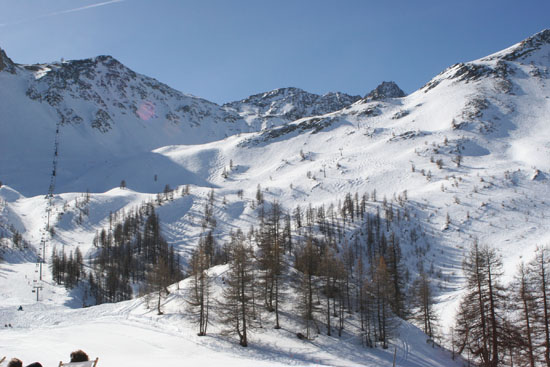
Serre-Chevalier 1500

Serre Chevalier è una stazione turistica invernale francese.

## Caratteristiche
Situata nella parte meridionale delle Alpi, all'interno del Parco nazionale des Écrins, nel dipartimento dell'Hautes-Alpes, si estende sui comuni di Briançon, Puy-Saint-Pierre, Saint-Chaffrey, La Salle les Alpes e di Monêtier-les-Bains. È collocata nella valle della Guisane.
È la più grande stazione di sport invernali delle Alpes du Sud sia per il chilometraggio delle piste che per numero di visitatori.
Serre Chevalier è una ampia area sciistica (250 km di piste) che vanta una buona esposizione al sole per circa 300 giorni all'anno. È stata creata nel 1941 con la costruzione della teleferica che da Chantemerle si innalza fino a quota 2.483 m. Ha come emblema un'aquila.
La valle di Serre Chevalier è compresa nel territorio di Briançon e nei villaggi di Chantemerle, Villeneuve, e Le Monêtier-les-Bains. Il campione di sci alpino Luc Alphand nacque, e tuttora risiede, nella valle della stazione turistica.

## Piste da sci
Le piste da sci vanno da un'altezza minima di 1.200 m fino ai 2.800 m. Uno dei motivi di successo di Serre Chevalier è la natura boscosa del pendio. Gli alberi arrivano fino a 2.150 metri, per cui ci sono 700 metri di dislivello di piste immerse nei boschi.
Gli impianti di risalita sono in tutto 61, di cui 35 skilift, 20 seggiovie (di cui 6 seggiovie 6 posti e 3 seggiovie 4 posti ad ammorsamento automatico) e 6 funivie/cabinovie. Ci sono 100 piste (23 verdi, 29 blu, 35 rosse e 13 nere).

## Periodo estivo
In estate Serre Chevalier si trasforma in un'area apprezzata per la pratica di molte attività sportive, quali kayak, ciclismo, mountain bike, arrampicata, parapendio. A Serre Chevalier si sono svolti i campionati francesi di mountain bike (nel 2008) e il BMX european games. Quattro impianti di risalita riaprono nei mesi estivi per portare ad alta quota escursionisti e mountain bikers.
È stata svariate volte arrivo di tappe del Tour de France.

## Trasporti
I più vicini aeroporti sono quello di Torino in Italia e Grenoble in Francia. È servita dalla stazione ferroviaria delle ferrovie francesi di Briançon. Ha un collegamento diretto da Parigi.